# Квінстаун-роуд (Баттерсі) (станція)
51°28′29″ пн. ш. 0°08′49″ зх. д. / 51.4748° пн. ш. 0.147° зх. д.
Квінстаун-роуд (Баттерсі) (англ. Queenstown Road (Battersea)) — залізнична станція на South Western Railway, розташована у 2-й тарифній зоні, за 4.2 km від Лондон-Ватерлоо, у боро Вондзверт. Пасажирообіг на 2019 рік: 1.502 млн осіб

## Історія
- 1. листопада 1877: відкрито як Квінс-роуд (Баттерсі) (англ. Queen's Road (Battersea))
- 12. травня 1980: перейменовано на Квінстаун-роуд (Баттерсі) (англ. Queenstown Road (Battersea))

## Пересадки
- На автобуси оператора London Buses: 44, 137, 156, 344, 436, 452 та нічні маршруту N44, N137
- Метростанцію ТЕС Баттерсі
- Залізничну станцію Баттерсі-парк